# فخرالملوک قاجار
بیگم‌جان خانم معروف به بالاجه خانم و ملقب به فخرالملوک (زاده ۱۲۶۳ قمری در تبریز - درگذشته ۴ رمضان ۱۳۱۱ قمری در قم) شاهدخت قاجار و دختر ناصرالدین شاه و گلین خانم بود.

## زندگی‌نامه
فخرالملوک نخستین فرزند ناصرالدین‌شاه بود و در دورانی به دنیا آمد که او ولیعهد بود.در آن زمان ناصرالدین شاه ۱۶ سال داشت. مادرش گلین خانم اولین همسر عقدی ناصرالدین شاه و از نوادگان فتحعلی شاه بود. نام او را بیگم‌جان خانم ضبط کرده‌اند که به بالاجه خانم هم معروف بود
او در ۲۲ ربیع‌الثانی ۱۲۷۷ قمری در سن چهارده سالگی با مهدی‌خان اعتضادالدوله پسر میرزا محمدخان سپهسالار ازدواج کرد. در زمان این ازدواج میرزا محمدخان وزیر جنگ بود و مدتی بعد به مقام صدر اعظمی ارتقا یافت.
آن دو صاحب چهار پسر شدند به نام‌های عباس خان اعتضادالدوله، فتحعلی خان سپهسالار، محمدخان جلال‌السلطنه و حسین خان اعتضادالملک.
فخرالملوک در هنرهای نقاشی، منبت‌کاری و خطاطی مهارت داشت و خوش سلیقگی او زبانزد بود. او شعر نیز می‌سرود و فخری تخلص می‌کرد. هر سال به مناسبت تولد پدرش ناصرالدین‌شاه شعری می‌گفت و تقدیم او می‌کرد.
او سرانجام در ۴ رمضان ۱۳۱۱ قمری در قم درگذشت.